# Ante Ćorić
Ante Ćorić (ur. 14 kwietnia 1997 w Zagrzebiu) – chorwacki piłkarz występujący na pozycji pomocnika we włoskim klubie AS Roma oraz w reprezentacji Chorwacji.

## Kariera juniorska
Ćorić zaczął trenować piłkę nożną w bardzo młodym wieku. W wieku 5 lat jego ojciec Miljenko, który jest menedżerem piłkarskim, zaprowadził go na trening w klubie Hrvatski Dragovoljac w którym Ante spędził cztery lata. W wieku 9 lat przeniósł się do drużyny NK Zagrzeb. W 2009 roku Ćorić dołączył do młodzieżowego zespołu Red Bull Salzburg, pomimo tego że zainteresowanie jego osobą wyrażały czołowe drużyny europejskie takie jak Bayern Monachium, Chelsea F.C. czy FC Barcelona. Po dołączeniu do zespołu młody Chorwat bardzo chwalił atmosferę panującą w klubie: "Chciałem dołączyć do zespołu Red Bull Salzburg, ponieważ tutaj moi koledzy są lepsi, niż nasi rówieśnicy w jakimkolwiek innym klubie. Trenujemy lepiej i zdecydowanie częściej niż inni. Byłem także pod wrażeniem tego jak ciepło zostałem przyjęty w klubie." Po czterech latach spędzonych w Salzburgu, Ćorić zdecydował się na powrót do Chorwacji i podpisał kontrakt z Dinamem Zagrzeb, które zapłaciło za niego 900 tys. Euro.

## Kariera seniorska
Ćorić swój debiut w seniorskiej drużynie Dinama zaliczył 16 kwietnia 2014 roku w meczu przeciwko RNK Split, kiedy to w 69. minucie spotkania zmienił Ivo Pinto. 10 dni później udało mu się zadebiutować w pierwszym składzie zespołu mistrza Chorwacji w zremisowanym 1:1 meczu przeciwko NK Lokomotiva Zagrzeb. 10 maja 2014 roku Ćorić zdobył swoją pierwszą bramkę w najwyższej klasie rozgrywkowej w Chorwacji - Prva NHL, co jednak nie uchroniło Dinama od porażki w meczu z Istra 1961. 18 września 2014 roku Ante został najmłodszym strzelcem bramki w historii Ligi Europejskiej po tym, jak zdobył bramkę w końcówce wygranego przez Dinamo 5:1 meczu z Astrą Giurgiu. Dokonał tego mając dokładnie 17 lat i 157 dni.
27 maja 2016 zadebiutował w reprezentacji Chorwacji w wygranym 1:0 meczu z Mołdawią.